# 130127 Zoltanfarkas
130127 Zoltanfarkas este o planetă minoră (asteroid) din centura de asteroizi. A fost descoperită pe 4 decembrie 1999 la Catalina Station⁠(d) de Catalina Sky Survey. 
Obiectul prezintă o orbită caracterizată de o semiaxă mare de 2,7488732337044 UAi, o excentricitate de 0,06, o înclinație de 5,3 ° în raport cu ecliptica.